# Sân bay quốc tế München Franz Josef Strauss
Sân bay quốc tế München (IATA: MUC, ICAO: EDDM), tên gọi chính thức Sân bay quốc tế Franz Josef Strauss (tiếng Đức: Flughafen München Franz Josef Strauß) hay Sân bay Munich là một sân bay nằm cách München, Đức 28 km (17 mi) về phía đông bắc đông bắc và là một trung tâm hoạt động của hãng Lufthansa và các hãng hàng không thuộc Liên minh Star Alliance. Sân bay nằm ở vùng Erdinger Moos bên cạnh thành phố Freising. Sân bay được đặt tên để tưởng nhớ nhà chính trị Franz Josef Strauß.
Năm 2012, sân bay này đã phục vụ trên 38 triệu khách, xếp thứ hai ở Đức về lượng khách thông qua và xếp thứ 6 tại châu Âu, và thứ 26 thế giới về chỉ tiêu này.
Hiện có 101 hãng hàng không hoạt động tại sân bay Munich. Năm 2019, sân bay phục vụ 48 triệu hành khách trên 417.000 chuyến bay, đến 75 quốc gia và 254 điểm đến trên toàn thế giới.

## Lịch sử
Sân bay này bắt đầu hoạt động năm 1992, thay thế sân bay quốc tế cũ ở München-Riem. Khi bắt đầu xây dựng nó vào năm 1980, một ngôi làng có tên là Franzheim đã phải bị phá hủy, 500 dân của làng này được tái định cư ở những nơi khác trong khu vực.
Do cơ sở nhà của hãng Lufthansa ở Sân bay Frankfurt quá tải về lưu lượng hàng không và có công suất phục vụ hạn chế, các thành phố có lưu lượng khách đi lại bằng đường hàng không đã được phục vụ thông qua Sân bay München Franz Josef Strauss cũng như Frankfurt International. Sân bay này được đặt tên theo Franz Josef Strauß, người có một vai trò quan trọng trong chính trị Đức. Strauß đã làm thủ hiến bang Bayern (Sân bay München nằm ở bang này). Dưới thời ông cầm quyền, sân bay này đã được quy hoạch. Bản thân Strauß là một phi công, ông là người đặc biệt quan tâm ngành hàng không và hạ tầng cơ sở.
Đặt tên sân bay bằng tên đầy đủ thường là không phổ biến lắm, thậm chí cục cảng hàng không chỉ đặt tên là "Flughafen München Gesellschaft". Trong khu vực München, phần lớn người dân thường gọi bằng tên "Flughafen München" (Sân bay Munich), đôi khi là "Flughafen München II" hoặc đơn giản là MUC. Công ty vận hành sân bay này gọi tên mình là "M - Flughafen München".
Tháng 6 năm 2003, nhà ga hành khách số 2 được hoàn tất, là nơi dành riêng cho cơ sở dịch vụ của các hãng hàng không thuộc Liên minh Star Alliance.
Do lưu lượng vận chuyển tăng nhanh, một đường băng thứ 3 đang được quy hoạch. Đã có hiện tượng dân trong khu vực quy hoạch đệ đơn kiện phản đối việc xây đường băng mới này.

## Địa điểm

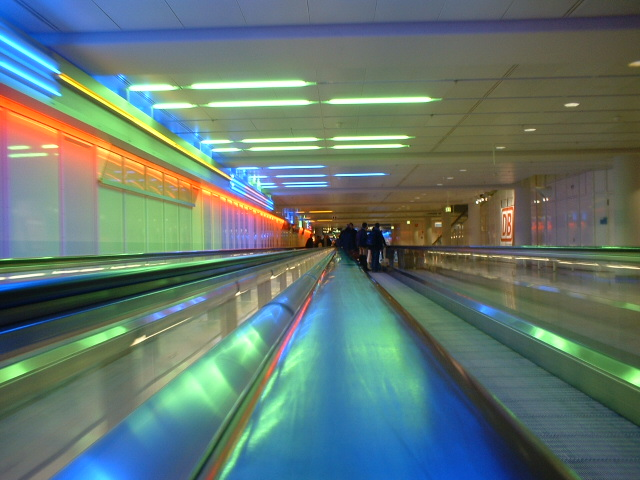
Sân bay quốc tế Munich

Từ sân bay này có thể đến trung tâm thành phố München bằng tuyến tàu điện S1 và S8 S-Bahn München mất khoảng 45 phút và tốn 8,8 EUR một chiều đi. Đi taxi thì tống khoảng 50 EUR và có thể bị nạn kẹt xe. Đang có kế hoạch xây đường tàu điện đệm từ (Transrapid) nối sân bay này với trung tâm thành phố.
Các thành phố gần đó là Freising và Erding thì có thể đến sân bay này bằng taxi (15 phút, €18) hay bằng xe buýt.
Trung tâm sân bay Munich nằm ở giữa Nhà ga số 1 và Nhà ga số 2. Đây là khu mua sắm và hội nghị, kinh doanh.

## Các nhà ga
Có 2 nhà ga hành khách ở sân bay này. Sân bay được chia ra làm 3 phần: Nhà ga 1, khu vực chung và Nhà ga 2.

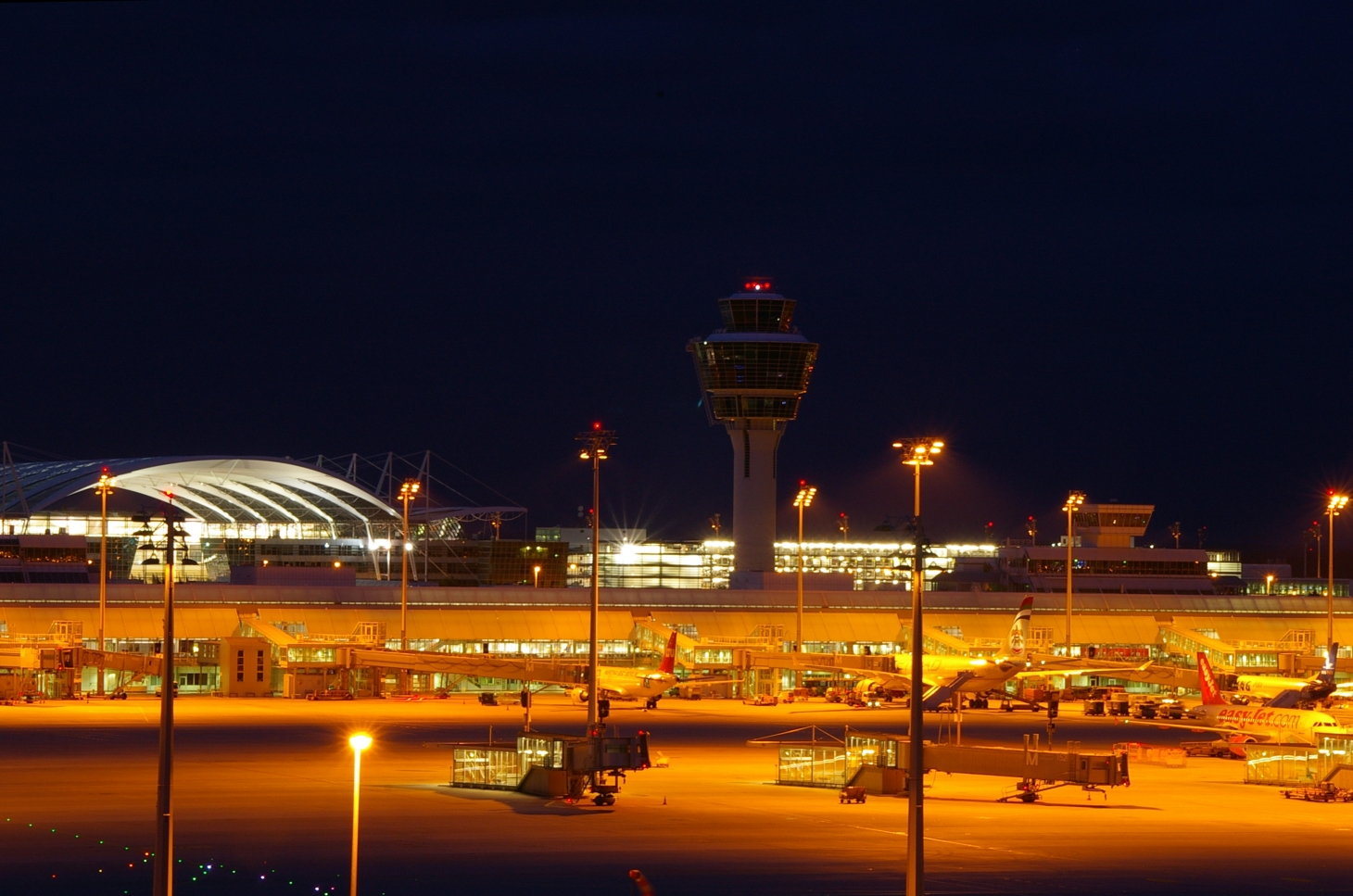
Sân bay quốc tế Munich về đêm

### Nhà ga 1
Nhà ga 1 là nơi dành cho các hãng không thuộc Liên minh Star Alliance, có 60 gian, 19 ống lồng dẫn khách và 14 trạm lên máy bay. Các sảnh được đánh thứ tự từ A-F (F gần Nhà ga 2 hơn). Nhà ga này được mở cửa ngày 17 tháng 5 năm 1992 và có năng lực phục vụ 20 triệu lượt hành khách mỗi năm. Hiện nhà ga này đang được nâng cấp để mở rộng không gian cho cửa hiệu và các cải tiến khác. Các sảnh đầu tiên đã được hoàn tất. 

## Hãng hàng không và tuyến bay

### Hành khách

Các quốc gia có tuyến bay với sân bay Munich tháng 12 năm 2014

| Hãng hàng không                                                   | Các điểm đến | Nhà ga / Check-in |
| ----------------------------------------------------------------- | --- | ----------------- |
| Adria Airways                                                     | Ljubljana, Łódź, Pristina | 2–4               |
| Aegean Airlines                                                   | Athens, Chania, Larnaca (bắt đầu từ ngày 1/4/2015), Rhodes, Thessaloniki Theo mùa: Corfu, Heraklion, sân bay KalamataKalamata, Mytilene/Lesbos | 2–3               |
| Aer Lingus                                                        | Cork, Dublin | 1-C               |
| Aeroflot                                                          | Moscow-Sheremetyevo | 1-C               |
| Aeroflot vận hành bởi Rossiya                                     | Saint Petersburg | 1-C               |
| airBaltic                                                         | Riga | 1-D               |
| Air Canada                                                        | Toronto-Pearson | 2–3               |
| Air China                                                         | Athens, Bắc Kinh-Thủ đô, Thượng Hải-Phố Đông | 2–3               |
| Air Dolomiti                                                      | Bari, Bergamo, Bologna, Florence, Venice-Marco Polo, Verona | 2–4               |
| Air Europa                                                        | Madrid | 1-D               |
| Air France                                                        | Paris-Charles de Gaulle | 1-D               |
| Air Lituanica                                                     | Vilnius | 1-D               |
| Air Malta                                                         | Catania, Malta | 2–4               |
| Air VIA                                                           | Theo mùa Thuê chuyến: Burgas, Varna | 1-C               |
| Alitalia                                                          | Rome-Fiumicino | 1-D               |
| All Nippon Airways                                                | Tokyo-Haneda | 2–3               |
| Arkia Israel Airlines                                             | Tel Aviv-Ben Gurion | 1-F               |
| Atlasjet                                                          | Theo mùa Thuê chuyến: Antalya | 1-C               |
| Austrian Airlines                                                 | Vienna (tiếp tục lại từ ngày 1/4/ 2015) | 2-4               |
| Austrian Airlines vận hành bởi Tyrolean Airways                   | Vienna (ngừng từ ngày 31/3/2015) | 2-4               |
| Bamboo Airways                                                    | Hà Nội, Tp.Hồ Chí Minh |                   |
| BMI Regional                                                      | Bern (bắt đầu từ ngày 29 Tháng 3 năm 2015)]], Bristol, Liège (bắt đầu từ ngày 29 Tháng 3 năm 2015)]], Rotterdam (bắt đầu từ ngày 29 Tháng 3 năm 2015) | 1-B               |
| British Airways                                                   | London-Heathrow | 1-B               |
| British Airways vận hành bởi Sun Air of Scandinavia               | Billund | 1-B               |
| Condor                                                            | Agadir, Antalya, Djerba, Fuerteventura, Funchal, Gran Canaria, Hurghada, Lanzarote, Santa Cruz de la Palma, Tenerife-South Theo mùa: Cancún, Corfu, Dalaman, Enfidha, Goa, Heraklion, Ibiza, Kalamata, Kos, Larnaca, Marsa Alam, Mauritius, Mombasa, Montego Bay, Palma de Mallorca, Pointe-à-Pitre, Puerto Plata, Punta Cana, Rhodes, Santa Clara, Santorini, Sharm el-Sheikh, Skiathos, Varadero | 1-B               |
| Croatia Airlines                                                  | Split, Zagreb Theo mùa: Zadar, Rijeka (bắt đầu từ ngày 29 Tháng 3 năm 2015) | 2–4               |
| Delta Air Lines                                                   | Atlanta | 1-B               |
| easyJet                                                           | Edinburgh, London-Gatwick, London-Luton, London-Stansted, Manchester, Milan-Malpensa, Rome-Fiumicino (bắt đầu từ ngày 3/4/2015) | 1-Z               |
| EgyptAir                                                          | Cairo | 2–4               |
| El Al                                                             | Tel Aviv-Ben Gurion | 1-F               |
| Emirates                                                          | Dubai-International | 1-C               |
| Etihad Airways                                                    | Abu Dhabi | 1-C               |
| Finnair                                                           | Helsinki | 1-D               |
| Flybe                                                             | Cardiff (bắt đầu từ ngày 31 Tháng 8 năm 2015) | TBA               |
| Freebird Airlines                                                 | Thuê chuyến: Antalya | 1-C               |
| Germania                                                          | Erbil, Sulaymaniyah Theo mùa: Hurghada, Larnaca (bắt đầu từ ngày 31 Tháng 3 năm 2015), Marsa Alam | 1-C               |
| Germanwings                                                       | Dortmund | 1-D               |
| Iberia                                                            | Madrid | 1-D               |
| Icelandair                                                        | Reykjavik-Keflavik | 1-D               |
| InterSky                                                          | Theo mùa: Elba | 1-D               |
| Israir                                                            | Theo mùa: Tel Aviv-Ben Gurion | 1-F               |
| KLM                                                               | Amsterdam | 1-D               |
| KLM vận hành bởi KLM Cityhopper                                   | Amsterdam | 1-D               |
| Kuwait Airways                                                    | Kuwait City (tiếp tục lại từ ngày 16 Tháng 7 năm 2015) | TBA               |
| LOT Polish Airlines                                               | Warsaw-Chopin | 2–4               |
| Lufthansa                                                         | Ankara, Antalya, Athens, Barcelona, Bắc Kinh-Thủ đô, Belgrade, Berlin-Tegel, Bilbao, Boston, Bremen, Brussels, Bucharest, Budapest, Charlotte, Chicago-O'Hare, Cologne/Bonn, Copenhagen, Delhi, Düsseldorf, Dubai-International, Dublin, Faro]], Frankfurt, Hamburg, Hanover, Helsinki, Hong Kong, sân bay Atatürk Istanbul, Izmir, sân bay quốc tế Kiev-Boryspil, Kraków, Larnaca, Lisbon, London-Heathrow, Los Angeles, Madrid, Málaga, Manchester, Thành phố México, Milan-Malpensa, Montréal-Trudeau, Moskva-Domodedovo, Mumbai, Münster/Osnabrück, Naples, New York-JFK, Newark, Nice, sân bay quốc tế Oslo-Gardermoen, Paris-Charles de Gaulle, Prague, Riyadh, Rome-Fiumicino, Saint Petersburg, San Francisco, São Paulo-Guarulhos, Sarajevo, Seoul-Incheon, Thượng Hải-Phố Đông, Sofia, Stockholm-Arlanda, Tbilisi, Tel Aviv-Ben Gurion, Tokyo-Haneda, Valencia, Venice-Marco Polo, Vienna, sân bay quốc tế Washington-Dulles, Zagreb, Zürich Theo mùa: Bodrum, Cape Town, Catania, Dubrovnik, Fuerteventura (bắt đầu từ ngày 25/10/2015), Glasgow-International (bắt đầu từ ngày 16 Tháng 5 năm 2015), Gran Canaria, Heraklion (bắt đầu từ ngày 23 Tháng 5 năm 2015), Lamezia Terme, Malta, Miami, Palma de Mallorca, Reykjavik-Keflavik (bắt đầu từ ngày 23 Tháng 5 năm 2015)]], Seville (bắt đầu từ ngày 28 Tháng 3 năm 2015), Split, Tenerife-South (bắt đầu từ ngày 31 Tháng 10 năm 2015), Toronto-Pearson, Tunis, Vancouver | 2–3, 2–4          |
| Lufthansa Regional vận hành bởi Air Dolomiti                      | Ancona, Catania, Genoa, sân bay quốc tế Milan-Malpensa, Palermo, Pisa, Perugia (bắt đầu từ ngày 29/3/2015), Rome-Fiumicino, Trieste, Turin | 2–4               |
| Lufthansa Regional vận hành bởi Lufthansa CityLine                | Amsterdam, Basel/Mulhouse, Belgrade, Bilbao, Birmingham, Bremen, Brussels, Bucharest, Budapest, Chișinău, Cluj-Napoca, Cologne/Bonn, Dresden, Gdańsk, Geneva, Gothenburg-Landvetter, Graz, Kraków, Leipzig/Halle, Luxembourg, Lyon, Lviv, Marseille, Milan-Malpensa, Münster/Osnabrück, Nice, Nuremberg, Odessa, Paderborn/Lippstadt, Paris-Charles de Gaulle, Pisa, Prague, Rome-Fiumicino, Rostock, Rotterdam (ngừng từ ngày 28 Tháng 3 năm 2015), Poznań, Sarajevo, Sibiu, Sofia, Split, Stuttgart, Timișoara, Tirana, Toulouse, Turin, Vienna, Warsaw-Chopin, Wrocław, Zagreb, Zürich Theo mùa: Bastia, Dubrovnik, Montpellier, Olbia, Pula, Sylt, Zadar | 2–3               |
| Luxair                                                            | Luxembourg | 2–4               |
| Mahan Air                                                         | Tehran-Imam Khomeini | 1-Z               |
| Norwegian Air Shuttle                                             | Alicante, Gran Canaria, Málaga, sân bay quốc tế Oslo-Gardermoen, Stockholm-Arlanda, Tenerife-South | 1-D               |
| Nouvelair                                                         | Thuê chuyến: Djerba, Enfidha | 1-Z               |
| Oman Air                                                          | Muscat | 1-C               |
| Onur Air                                                          | Sân bay Atatürk Istanbul (bắt đầu từ ngày 29 Tháng 3 năm 2015) | T-D               |
| Pegasus Airlines                                                  | Istanbul-Sabiha Gökçen | 1-C               |
| Qatar Airways                                                     | Doha | 1-B               |
| Royal Air Maroc                                                   | Casablanca, Marrakech, Moscow-Sheremetyevo (bắt đầu từ ngày 24 Tháng 5 năm 2015) | 1-B               |
| Royal Jordanian                                                   | Amman-Queen Alia | 1-B               |
| S7 Airlines                                                       | Moskva-Domodedovo, Novosibirsk | 1-B               |
| SATA International                                                | Porto, Ponta Delgada | 1-D               |
| Scandinavian Airlines                                             | Copenhagen, sân bay quốc tế Oslo-Gardermoen | 2–4               |
| Singapore Airlines                                                | Manchester]], Singapore | 2–3               |
| Sky Work Airlines                                                 | Bern | 1-D               |
| South African Airways                                             | Johannesburg-OR Tambo | 2–4               |
| SunExpress                                                        | Antalya, Izmir | 1-C               |
| SunExpress Deutschland                                            | Adana, Antalya, Enfidha, Hurghada, Kayseri, Marsa Alam Theo mùa: Ankara (bắt đầu từ ngày 21 Tháng 7 năm 2015), Fuerteventura (bắt đầu từ ngày 1 Tháng 5 năm 2015)]], Heraklion, Rhodes, Varna (bắt đầu từ ngày 30 Tháng 7 năm 2015) | 1-C               |
| Swiss International Air Lines vận hành bởi Swiss Global Air Lines | Zürich | 2–4               |
| TAP Portugal                                                      | Lisbon | 2–4               |
| TAROM                                                             | Bucharest, Sibiu | 1-D               |
| Thai Airways                                                      | Bangkok-Suvarnabhumi | 2–3               |
| TUIfly                                                            | Boa Vista, Fuerteventura, Gran Canaria, Hurghada, Lanzarote, Marsa Alam, Sal, Tenerife-South Theo mùa: Antalya, Araxos/Patras, Corfu, Dalaman, Faro, Heraklion, Jerez de la Frontera, Kos, Minorca, Palma de Mallorca, Rhodes, Tel Aviv-Ben Gurion | 1-Z               |
| Transavia.com France                                              | Paris-Orly (bắt đầu từ ngày 4 Tháng 9 năm 2015) | TBA               |
| Tunisair                                                          | Djerba, Enfidha, Tunis | 1-C               |
| Turkish Airlines                                                  | Sân bay Atatürk Istanbul, Istanbul-Sabiha Gökçen Theo mùa: Ankara, Izmir, Kayseri, Samsun | 1-C               |
| Ukraine International Airlines                                    | Kiev-Boryspil | 1-B               |
| United Airlines                                                   | Chicago-O'Hare]], Houston–Intercontinental, Newark, sân bay quốc tế Washington-Dulles | 2–3               |
| Ural Airlines                                                     | Krasnodar, Moskva-Domodedovo, Yekaterinburg | 1-C               |
| UTair Aviation                                                    | Tyumen | 1-C               |
| Volotea                                                           | Theo mùa: Bordeaux, Nantes | 1-D               |
| Vueling                                                           | Barcelona, Málaga, Palma de Mallorca, Rome-Fiumicino Theo mùa: Ibiza, Santiago de Compostela (bắt đầu từ ngày 25 Tháng 6 năm 2015) | 1-D               |
| Zagrosjet                                                         | Erbil | 1-Z               |

### Vận chuyển hàng hóa
| Hãng hàng không                       | Các điểm đến                                                                                                |
| ------------------------------------- | --- |
| AirBridgeCargo Airlines               | Moscow-Sheremetyevo                                                                                         |
| ATRAN                                 | Liège, Moscow-Sheremetyevo                                                                                  |
| Cargolux                              | Atlanta, Luxembourg                                                                                         |
| DHL Aviation vận hành bởi EAT Leipzig | Leipzig/Halle                                                                                               |
| FedEx Express                         | Cologne/Bonn, Frankfurt, Milan-Malpensa, Paris-Charles de Gaulle                                            |
| Star Air (Maersk)                     | Athens, Cologne/Bonn                                                                                        |
| TNT Airways                           | Liège, Ljubljana                                                                                            |
| Yangtze River Express                 | Brussels (bắt đầu từ ngày 29 Tháng 3 năm 2015)]], Thượng Hải-Phố Đông (bắt đầu từ ngày 29 Tháng 3 năm 2015) |

## Khu vực trung tâm
Đây là khu vực mua sắm, kinh doanh, giải trí nối hai nhà ga 1 và 2. Phần cũ hơn thuộc về Nhà ga 2 là một khu vực trong nhà, phần mới hơn được xây cùng lúc với Nhà ga 2 là một khu ngoài trời rộng giống như túp lều khổng lồ, một phần mái trong suốt. Ở đây có một khách sạn do Kempinski quản lý.

## Khu vực hàng hóa
Sân bay có một trung tâm vận chuyển hàng hóa do các hãng sau sử dụng:
- Bluebird Cargo
- British Airways World Cargo (Dehli)
- Cargoitalia
- Cathay Pacific Cargo
- DHL Air
- Emirates SkyCargo (Dubai)
- FedEx Express
- Lufthansa Cargo
- Qatar Airways Cargo (Doha)
- TNT Airways
- West Air Sweden